# برايوني غوردون
برايوني غوردون (بالإنجليزية: Bryony Gordon)‏ هي صحفية بريطانية، ولدت في 5 يوليو 1980 في هامرسميث في المملكة المتحدة.